# Crocidophora ptyophora
Crocidophora ptyophora là một loài bướm đêm trong họ Crambidae.